# جاز استپ
جاز استپ (به انگلیسی: Jazzstep) سبکی است که از ترکیب میزان‌ها و هارمونی‌های سبک جاز، با ریتم‌ها و احساسات سبک درام اند بیس ساخته می‌شود. این سبک معمولاً شامل سازهای جاز نمونه برداری شده همراه با درام‌های الکترونیک می‌شود. ریشه‌های سبک جاز استپ به دههٔ ۱۹۹۰ بازمی‌گردد که قطعه معروف الکس ریس با نام «پالپ فیکشن» از ترکیب درام اند بیس و جاز ساخته شد.